# Csitár (Horvátország)
Csitár (horvátul: Štitar) falu és község Horvátországban Vukovár-Szerém megyében.

## Fekvése
Vukovártól légvonalban 40, közúton 51 km-re délnyugatra, Bródtól  légvonalban 50, közúton 54 km-re keletre, a Nyugat-Szerémségben, a Zsupanyai Szávamentén, a Száva bal partján, a folyó és a Zágráb-Lipovac autópálya között fekszik. Határa 2000 hektár szántóterületről, 250 hektár legelőből és 1400 hektár tölgyerdőből áll. A Száva közelsége és a magas talajvíz szint miatt nagy része gyakran vizenyős.

## Történet
Csitár környékén számos őskori régészeti lelet került elő, melyek az újkőkorszak korai és késői szakaszából, valamint a vaskorból származnak. Ezek azt bizonyítják, hogy területe már az őskortól fogva folyamatosan lakott volt. A római kultúrának is számos nyoma maradt a település környékén. A falutól északra található a „Berava – Crna greda” régészeti lelőhely, melynek római kori leletei a zsupanyai Stjepan Gruber Múzeumba kerültek. A leletek között római pénzek, kerámiák, fegyverek és ékszerek kerültek elő. Az ókorban itt vezetett át a Sisciát (Sziszek) Sirmiummal (Szávaszentdemeter) összekötő kereskedelmi és hadiút. 
A középkori Csitár nem a mai helyen, hanem mai Csitártól délre, a Száva partján feküdt ott, ahol a Stari Štitar nevű puszta terült el. A lakosságnak a folyó gyakori áradásai miatt kellett távolabb, a Száva töltése mögé húzódniuk. A 14. században lett a Garai család birtoka. 1506-ban „Chythar”, illetve „Zazchythaar” néven említik. A kosztormánszentdienesi kastélyhoz tartozott ekkor. A 16. században a Garaiak kihalása után a Beriszló család birtoka lett.
A török 1536-ban szállta meg a települést, melyet az Eszéki szandzsákhoz csatolt. A megmaradt katolikus lakosság a török uralom idején a Száva boszniai oldalán fekvő Crkvište plébániájához tartozott. A felszabadító harcok 1687-től 1691-ig tartottak. 1696 körül a török hadsereg végleg visszavonult a Száván túlra. Közben 1691 és 1716 között a Száva túloldaláról, Utorkovićról 14 család telepedett itt le. Amikor Ausztria 1717-ben megszerezte a boszniai Szávamente keskeny övezetét, az ottani műveletlen földeket átadta határőreinek, hogy megműveljék. Abban az időben sok család költözött át Csitárból és 65 birtokot alapított a régi Utorković falu földjén. 
1745-től megkezdődött a katonai határőrvidék szervezése és 1747-ben megalakították a Bródi ezredet és a település a Bródi határőrezred igazgatása alá került, ezen belül a 11. zsupanyai századhoz tartozott. A falu lakói határőrök lettek. Minden 16 és 60 év közötti férfi katonaköteles volt. Katonai szolgálatának teljesítése érdekében a határőröknek viselnie kellett az egyenruhájukhoz, a fegyvereikhez és a lőszerhez kapcsolódó költségek egy részét, de voltak pénzbeli ellátások és kuluk (fizetség nélküli munka) is. Ilyen munkával építették fel Bród várát, de végeztek erdőirtást és téglaégetést is. A határőrök a határnál őrszolgálatot láttak el. Öt ún. csardak (őrtorony) volt ekkor Csitár környékén és a határőröknek tudniuk kellett úszni, mert a Száva magas vízszintjénél a víz a torony második emeletéig emelkedett.
Mivel Csitárt erdők veszik körül, a katonai hatóságok és a bécsi udvar tudta, hogyan kell kihasználni ezt a természeti gazdagságot. Sok energiát fektettek erdők nevelésébe, valamint eperfák ültetésére selyemhernyók tenyésztése céljából. Az első katonai felmérés térképén „Stittar” néven található. Lipszky János 1808-ban Budán kiadott repertóriumában „Stittar” néven szerepel. Nagy Lajos 1829-ben kiadott művében „Stittar” néven 237 házzal, 1195 katolikus és 39 ortodox vallású lakossal találjuk. 1873-ban megszüntették a katonai igazgatást és 1881-ben Csitárt is a polgári Horvátországához csatolták. 
1857-ben 1620, 1910-ben 1681 lakosa volt. Szerém vármegye Zsupanyai járásához tartozott. Az 1910-es népszámlálás adatai szerint lakosságának 91%-a horvát, 2%-a német, 1%-a magyar anyanyelvű volt. A település az első világháború után az új szerb-horvát-szlovén állam, majd később (1929-ben) Jugoszlávia része lett. 1941 és 1945 között a Független Horvát Államhoz tartozott, majd a szocialista Jugoszlávia fennhatósága alá került. 1991-től a független Horvátország része. Ekkor lakosságának 96%-a horvát nemzetiségű volt. A szerb erők Horvátország elleni támadása Csitárt és annak lakóit nem fenyegette közvetlenül, ám minden traumát és feszültséget megtapasztaltak, amelyeket az egész ország is átélt. Sokan mentek Vukovár, Vinkovce és Eszék védelmére a csatatérre, ahol kilencen vesztették életüket. A Vukovár és a Kelet-Szlavónia többi részének szerb megszállása után néhány menekült itt talált menedéket. Szintén sokan érkeztek Boszniából az itteni rokonokhoz, ugyanis még a második világháború után sok család települt át ide Boszniából. Ma a lakosság mintegy fele boszniai származású. A településnek 2011-ben 2129 lakosa volt.

## Népessége
| Lakosság változása | Lakosság változása | Lakosság változása | Lakosság változása | Lakosság változása | Lakosság változása | Lakosság változása | Lakosság változása | Lakosság változása | Lakosság változása | Lakosság változása | Lakosság változása | Lakosság változása | Lakosság változása | Lakosság változása | Lakosság változása |
| ------------------ | ------------------ | ------------------ | ------------------ | ------------------ | ------------------ | ------------------ | ------------------ | ------------------ | ------------------ | ------------------ | ------------------ | ------------------ | ------------------ | ------------------ | ------------------ |
| 1857               | 1869               | 1880               | 1890               | 1900               | 1910               | 1921               | 1931               | 1948               | 1953               | 1961               | 1971               | 1981               | 1991               | 2001               | 2011               |
| 1.620              | 1.803              | 1.669              | 1.694              | 1.717              | 1.681              | 1.483              | 1.595              | 1.842              | 2.000              | 2.315              | 2.611              | 2.416              | 2.488              | 2.608              | 2.129              |

## Gazdaság
A helyi gazdaság alapja hagyományosan a mezőgazdaság és az állattartás. Az aktív, mezőgazdasággal foglalkozó lakosság száma folyamatosan változik. A lakosság nagy része más kereső tevékenységet folytat és csak kiegészítő tevékenységként foglalkozik a mezőgazdasággal. 2005-ben 170 családi gazdaságot tartottak nyilván a községben.

## Nevezetességei
Szent Máté apostol tiszteletére szentelt római katolikus temploma a 19. század elején épült neogótikus stílusban. Belül Pelerini mester festette ki. A templom kórusát 2003-ban restaurálták. Az oltárok fából, Ferdinand Stuflesser műhelyben készültek. Krisztus keresztútja és a Krisztus születése triptichon nagyon különlegesek. Az 1970-es években kezdődött egy új templom építése, mivel a régi túl kicsi lett. Az új templom gyorsan felépült és ugyancsak Szent Máténak szentelték. A régi templom berendezésének nagy részét ide hozták át.
Csitár tipikus síkvidéki település, mely a katonai igazgatás idején épült a 18. század második felében. A falu sokat megőrzött a 20. század első feléből származó hagyományos népi építkezésből. A Strossmayerova utcában három, egymás melletti családi házat őriztek meg eredeti állapotukban, valamint rajtuk kívül több egyedi ház maradt fenn a település más részein. A házakat a helyi gazdák családjai építették maguknak lakás céljára. A családi házak hosszúkás telkeken helyezkednek el, mögöttük újabb lakó- és gazdasági épületek épültek. Szélesebb oldalukkal az utcára néznek. A hagyományos házak, mint tanúi e kelet-szlavóniai történelmi vidék népi építkezésének, kulturális és történelmi jelentőséggel bírnak. A 96-os számú L alakú ház 1912-ben épült. Anyaga tégla és tömés, mint kötőanyag. Az utcai homlokzatot dekoratív félpilaszterek díszítik, dupla pilaszterfővel, architrávval és párkányokkal ellátott ablakkeretekkel, valamint a nyílások körül oldalirányban képzett háromszög alakú kiemelkedésekkel. Az 1930-ból származó 98-as számú ház egy kisebb, tipikus tájházat képvisel. Részben téglából, részben deszkákból, rönkökből épült, amelyeket sárral tapasztottak. Az utcai homlokzat egyetlen díszei a lizénák és a párkányok, valamint a három ablak körüli profilos keret, amelyek egészen a lábazatig nyúlnak. A homlokzat kétszínű. A 100-as számú ház 1911-ből származik utcafrontján kocsibejáróval. A falfelületeket lizénák osztják fel, melyek kőutánzatú, durva tömbökkel vannak lezárva. A lizénák túlmennek a kocsibehajtón. Az ablakokat fogazott keret övezi, felül oromzattal ellátva, amelyekben terrakottából készült férfi és női fejek láthatók.

## Kultúra
- A KUD „Josip Kozarac” Štitar kulturális és művészeti egyesületet 1953-ban alapították. Célja a település népdalainak, néptáncainak, népszokásainak, hagyományainak őrzése és ápolása. Az egyesület szervezésében kerül megrendezésre minden évben a „Odavno smo graničari stari” (Régóta öreg határőrök vagyunk) folklórfesztivál. Emellett képviselik a települést a hazai és külföldi fesztiválokon.

- A „Špencle” kulturális és gazdasági értékek előmozdítását célzó egyesület azzal a céllal jött létre, hogy megőrizze a szlavón kulturális örökséget, elősegítse és fejlessze a gazdasági potenciált, előmozdítsa a hagyományos termékek készítését és a gazdag népszokások megőrzését. Az egyesület célja a Csitár jó hírnevének terjesztése az országban és külföldön, a kulturális, a szórakoztató és a turisztikai kínálat javítása, Csitár gazdasági együttműködésének kialakítása más helyekkel, horvátországi és külföldi régiókkal.

- A tök színezése Szlavóniában a 18. században kezdődött. A mintát ceruzával és körzővel jelölték be, majd késsel karcolták a tök kérgébe. A kérget fekete színű festékkel dörzsölték be, amelyet megfeketedett dió kérgéből nyertek. A Gradistye faluból származó tökfestők már a 19. század vége óta ismertek, de ugyanekkor jegyezték fel Drenóc, Babagerenda, Sályi, Zsupanya és Csitár falvak jellegzetes tök díszítő mintáit is. A tök hagyományos használati, de dekoratív tárgyként is funkcionál, amelyet esküvőkön, de mindennap pálinka szállítására használtak. Pásztorok, gulyások is készítettek dísztököt, miközben marhákat őriztek. Motívumai általában geometriai, növényi és állati eredetűek. Ma ajándéktárgyakként árulják őket.[10]

## Oktatás
A településen ma a nyolcosztályos „Ivan Martinović” általános iskola működik. A Bródi VII. gyalogezred 1830. december 9-én írt jelentésében találjuk, hogy a településen iskola kezdte meg működését. Abban az időben az írástudás szintje nagyon alacsony volt. Ez alól csak a katonai parancsnokok, tisztviselők, papok, valamint az alkalmi kereskedők és kézművesek voltak kivételek. A határőrezred állománya többnyire írástudatlan volt. Az akkori osztrák hatóságok ezt nagyon jól tudták, ezért átfogó kampányt indítottak az iskolarendszer kialakítása érdekében. Ennek a részeként jött létre a helyi iskola is. Az osztályokat németül tanították abban az állami tulajdonú épületben, amely a mai napig létezik a Matija Gubec utca 4. szám alatt. 1864-ben az iskolában mintegy 60 tanuló vett részt az oktatásban, négy osztályba beosztva. A tanulók számának növekedése miatt az egykori katonai raktárt alakították át iskolává. Itt 1944-ig folyt az oktatás. A második világháború idején az épület a horvát fegyveres erők laktanyájaként szolgált, melyet miután a partizánok elfoglalták felgyújtottak. A háború után az új iskolaépület 1954-es megnyitásáig különböző helyeken folyt az oktatás. Az 1952/53-os tanévben az iskola ötosztályos, a következő évben pedig már hatosztályos volt. 1951 és 1959 között a tanulói létszám évente 25-30 fővel emelkedett. 
1954-ben felépült a ma is működő iskolaépület. 1964-ben korszerűsítették az épületet és új tantermek épültek. 1979-ben jelentős munkákat végeztek az iskola épületén. Korszerűsítették az elektromos hálózatot, kiépítették a vízvezetéket, modern vizesblokkot, irodákat építettek, az iskolai konyha új felszerelést kapott és az iskolai környezetét is rendezték. Közben a tanulói létszám 560-ra nőtt. 1997-ben beszerelték a központi fűtést. Legutóbb 2003-ban renoválták az épületet.

## Sport
- Az NK Sloga Štitar labdarúgóklubot 1935-ben alapították. A csapat a megyei 2. ligában szerepel.

- A „Dukat” sakk-klubot 1998-ban alapították. Ma mintegy 20 taggal működik.

- A „Smuđ” sporthorgász egyesületet 1996-ban alapították. Ma mintegy 20 taggal működik. Minden évben megszervezik a „Fishijada” hagyományos halfőzőversenyt.

## Egyesületek
- Az önkéntes tűzoltó egyesületet 1932-ben alapították. A tűzoltószerházat 1939-ben építették azon a helyen, ahol ma az új szerház áll. A tagok száma 1945 óta folyamatosan növekszik.

- A „Štitarske snaše” etnokonyhát 2006-ban alapították az „Odavno smo graničari stari” (Régóta öreg határőrök vagyunk) fesztiválra. A látogatók előtt gyúrják a tésztát, és kész, meleg terméket kínálnak a helyszínen. A tagok számos horvátországi rendezvényen vesznek részt sikerrel.